# جبل نعمان (حفاش)

تعديل مصدري - تعديل

جبل نعمان هي إحدى قرى عزلة جبل نعمان بمديرية حفاش التابعة لمحافظة المحويت، بلغ تعداد سكانها 1420 نسمة حسب تعداد اليمن لعام 2004.